# Arlen Siu
Arlen Siu Bermúdez (1955-1975), plus connue sous le nom de Arlen Siu est une Nicaraguayenne d'origine chinoise qui est une des premières femmes martyre de la révolution sandiniste.

## Enfance et jeunesse
Arlen Siu est née le 15 juillet 1955 à Jinotepe, Nicaragua. Elle y grandit. Son père, Armando Siu Lau, est né à Guangdong, Chine et a immigré au Nicaragua à la fin des années 1940 après avoir servi dans l'Armée rouge chinoise. Il s'est ensuite marié avec une Nicaraguayenne. Arlen a étudié à La Escuela Normal de Señoritas (École normale des Filles), située à Jinotepe, puis à l'université nationale autonome du Nicaragua (UNAN, université de Managua), où elle a souvent chanté avec Marlene Álvarez, membre du groupe de musique Pancasán.

### Révolution sandiniste
Arlen Siu a rejoint les sandinistes à 18 ans et s'est immédiatement imposée comme une des plus ferventes partisanes de la cause. Tandis qu'elle rejoignait le mouvement, elle a atteint un niveau de notoriété nationale en tant que talentueuse auteure de chanson, chanteuse et joueuse de guitare. Elle a été tuée le 1er aout 1975 durant une embuscade près d'El Sauce, dans le département de Leon, Nicaragua, par les soldats de la garde nationale d'Anastasio Somoza Debayle. Elle n'avait que 20 ans.
Elle est souvent considérée comme la première martyre de la révolution sandiniste. Son travail artistique et ses essais critiques sur le marxisme et le féminisme sont une grande source d'inspiration tant pour le mouvement sandiniste que pour le mouvement féministe nicaraguayen. Après son assassinat, elle devint une des icônes de la révolution sandiniste. Son portrait est souvent brandi par les sandinistes à travers tout le Nicaragua. Sur la côte caribéenne du Nicaragua dans la ville d'El Rama, aussi bien qu'à Managua, on trouve un important quartier baptisé en son honneur, il y a aussi un parc à Leon (Nicaragua) portant son nom.

## Arlen Siu dans la culture populaire
Arlen a écrit une chanson intitulée "Maria Rural", très populaire et qui depuis sa mort a été souvent reprise, entre autres par Marlène Alvarez et son groupe Pancasan.